# 포이팅거 지도

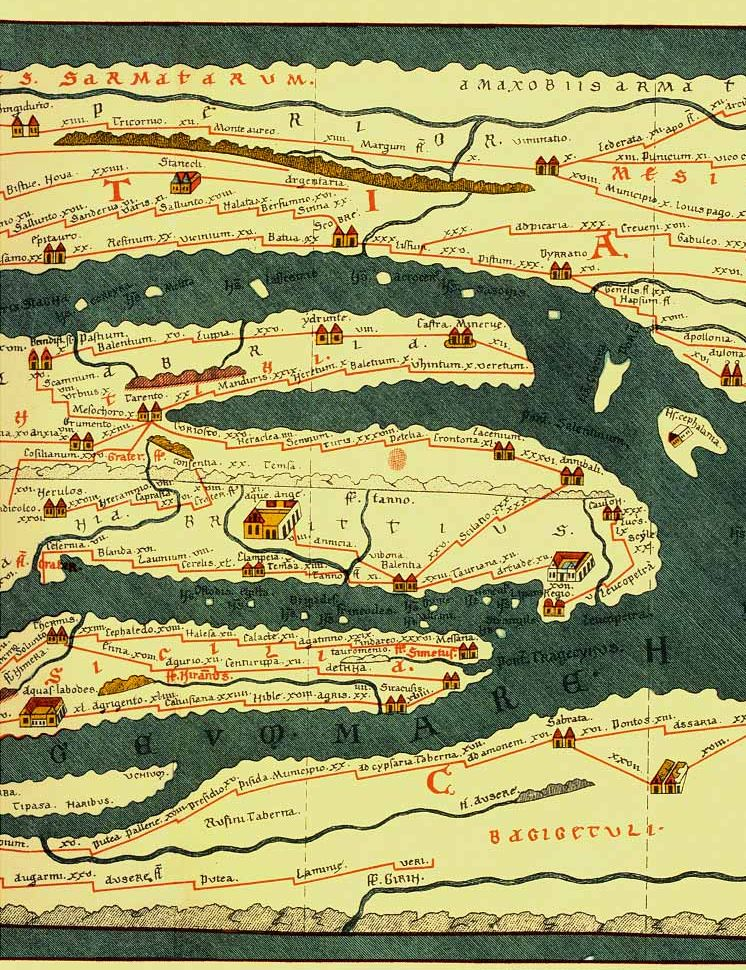
포이팅거 지도 일부: 상단에서 하단으로 가면서 달마티아 해안, 아드리아 해, 이탈리아 남부, 시칠리아, 북부 아프리카 해안이 나타나 있음)

포이팅거 지도(Tabula Peutingeriana, Peutinger table, Peutinger Map)는 1265년 프랑스 북동부 알자스 지방의 오랭주 주도인 콜마르의 한 수도자가 양피지 12장에 그린 지도이다. 이 지도는 12세기 경의 사본으로 알려졌지만, 그 내용은 로마 후기인 4세기 경의 상황을 나타내고 있어 원본의 제작 연대는 훨씬 더 거슬러 올라간다고 추정된다. 지도의 크기는 폭은 34cm인 데 비해 길이는 무려 6m 75cm로, 두루마리 형태로 휴대하도록 만들어졌다. 현재 11장이 오스트리아 국립 도서관에 소장되어 있다. 2007년 11월 26일 이곳에 소장되어 있는 포이팅거 지도가 유네스코 세계기록유산에 등재되자, 이를 기념하기 위해 이날 단 하루 이 지도를 일반에게 공개해 화제가 되었다.

## 특징
이 지도는 축척이나 방위를 무시하고, 철도 노선도처럼 지도의 내용을 아래위로는 압축하고 옆으로는 길게 늘어뜨려 주요부를 부각시키고 있다. 지도에 담겨 있는 범위는 서쪽 에스파냐로부터 동쪽 인도 갠지스강 하구까지 포함하는 넓은 지역이지만, 전체 길이의 6분의 5가 지중해 연안에 해당되고, 그 가운데 이탈리아가 3분의 1을 차지한다.
지도에 표현된 내용은 산맥이나 숲, 하천, 호수 등의 지형과 도시를 연결하는 도로, 역참 등이 기호로 묘사되었고, 도로를 따라서는 각 구간마다 거리가 로마 숫자로 표시되어 있다. 로마를 비롯해 콘스탄티노플(이스탄불), 터키 남동부의 안티오키아 등 당시의 대도시는 인격화하여 여자의 모습으로 나타냈으며, 다음 단계의 주요 도시는 건물 기호로, 그 밖의 작은 도시는 지명만 표기했다.

## 발견과 출판
이 지도는 1494년 유서 깊은 보름스의 한 도서관에서 독일의 학자이자 시인인 콘라트 켈테스(Konrad Celtes)에 의해 발견되었고, 1507년 아우크스부르크 출신 학자인 콘라트 포이팅거(Konrad Peutinger, 1465년~1547년)에게 전해지면서 포이팅거 지도라 불리게 되었다. 이 지도는 1714년까지 포이팅거 가에서 보관해 오다가 오스트리아 장군이자 미술 감정가인 사부아의 외젠 공에게 넘겨졌고, 1737년 그가 사망하자 합스부르크 궁중 도서관에서 입수해 현재에 이른다.
이 지도가 세상에 널리 알려지게 된 것은 1598년 포이팅거의 지인인 마르쿠스 벨저(Marcus Welser)가 지도 제작자인 아브라함 오르텔리우스와 안트베르펜의 출판업자 요하네스 모레투스(J. Moretus)에게 의뢰해 지도의 복간본이 간행되면서부터다. 그 후 1887년에 슈투트가르트 출신의 가톨릭 신부이자 지도학자인 콘라트 밀러(Konrad Miller)가 없어진 12번째 조각(이베리아 반도 부분)을 복원하면서 재간행되었다.